# Heidhofer Teiche
Das Heidhofer Teiche sind ein ehemaliges Naturschutzgebiet in den Ortschaften Meyenburg und Eggestedt der Gemeinde Schwanewede im Landkreis Osterholz im Gebiet der Försterei Heidhof.

## Allgemeines
Das ehemalige Naturschutzgebiet „Heidhofer Teiche“ besteht aus zwei Zonen. Zone 1 bilden sechs Teiche selbst, Zone 2 die im Besitz des Landes Niedersachsen befindliche Waldflächen, die sich als naturnaher Eichen-Birkenwald entwickeln soll.
Die Teiche stellen sich als vermoorter Bereich dar; Ursache für die Vermoorung ist das quellig austretende Grundwasser. Auf dem vorhandenen Niedermoor hat sich teilweise eine dünne Hochmoorschicht gebildet. Die Torfmächtigkeit beträgt bis zu 100 cm. Das ehemalige Schutzgebiet hat eine Größe von rund 21 ha und wurde 1985 durch die Bezirksregierung Lüneburg unter Naturschutz gestellt. Zum 11. Februar 2021 ging es im neu ausgewiesenen Naturschutzgebiet „Garlstedter Heide- und Moorlandschaft mit Heidhofer Teichen“ auf.

## Natur
Die Teiche führen nährstoffarmes Wasser mit geringer Tiefe; in den Flachwasserzonen hatte sich Verlandungsvegetation aus Binsen, Seggen und Torfmoosen entwickelt. In der Umgebung der Wasserflächen wachsen hochmoortypische Arten, wobei ein Teil der Talaue von Gagelstrauchgebüschen und Pfeifengraswiesen mit ehemaligen Torfstichen eingenommen wurde.
Das Gebiet hat eine hohe Bedeutung für gefährdete Tierarten, insbesondere Vogel- und Libellenarten.

## Andere Schutzgebiete
Das ehemalige Naturschutzgebiet liegt im Bereich des FFH-Gebietes Nr. 222 „Garlstedter Moor und Heidhofer Teiche“ und war vollständig vom Landschaftsschutzgebiet „Schmidts Kiefern und Heidhof“ umgeben.